# Hurbanovo
Hurbanovo és una ciutat d'Eslovàquia. Es troba a la regió de Nitra. El 2021 tenia 7.467 habitants.

## Història
La primera menció escrita de la vila es remunta al 1357.

## Demografia
| Godina             | 1994 | 2004   | 2014   | 2024   |
| ------------------ | ---- | ------ | ------ | ------ |
| Nombre de persones | 7894 | 8041   | 7605   | 7178   |
| Diferència         |      | +1,86% | −5,42% | −5,61% |

| Godina             | 2023 | 2024   |
| ------------------ | ---- | ------ |
| Nombre de persones | 7222 | 7178   |
| Diferència         |      | −0,60% |

## Barris
La vila té vuit barris:
- Hurbanovo
- Bohatá
- Nová Trstená
- Pavlov Dvor
- Zelený Háj
- Vék
- Holanovo

## Persones il·lustres
- Árpád Feszty (1856-1914), pintor hongarès